# Sosem lehet tudni
A Sosem lehet tudni más fordításban: Ne lehessen tudni  (angolul: You Never Can Tell) George Bernard Shaw Nobel-díjas ír drámaíró 1897-es darabja.
A Sosem lehet tudni drámát a Barátságos színművek (Plays Pleasant) című könyvben adták ki, amely szintén tartalmazta a Fegyver és vitéz (Arms and the Man), a Candida és A sors embere (The Man of Destiny) című  műveket. Shaw azért adta a Barátságos színművek címet, hogy jelezze ezen művek különbözőségét az első ciklus, a Barátságtalan színművek (Plays Unpleasant) darabjaival.
Magyar nyelven először a Rózsavölgyi és Társa Könyvkereskedés Cs. és Kir. Udvari Zeneműkereskedés kiadásában jelent meg a mű, Hevesi Sándor fordításában, 1912-ben.
Magyarországon először a Nemzeti Színházban mutatták be a darabot, 1912. január 5-én. Az előadást Hevesi Sándor rendezte.

## Magyarul
- Nem lehessen tudni. Komédia; ford. Hevesi Sándor; Rózsavölgyi, Budapest, 1912

- Hét színdarab; ford. Mészöly Dezső, Ottlik Géza, Réz Ádám, bev. Benedek Marcell, vál., jegyz. Benedek András; Európa, Budapest, 1956
  - Candida
  - Sosem lehet tudni
  - Az ördög cimborája
  - Caesar és Kleopátra
  - Ember és felsőbbrendű ember
  - Az orvos dilemmája
  - Pygmalion